# Bergwaldtheater Weißenburg

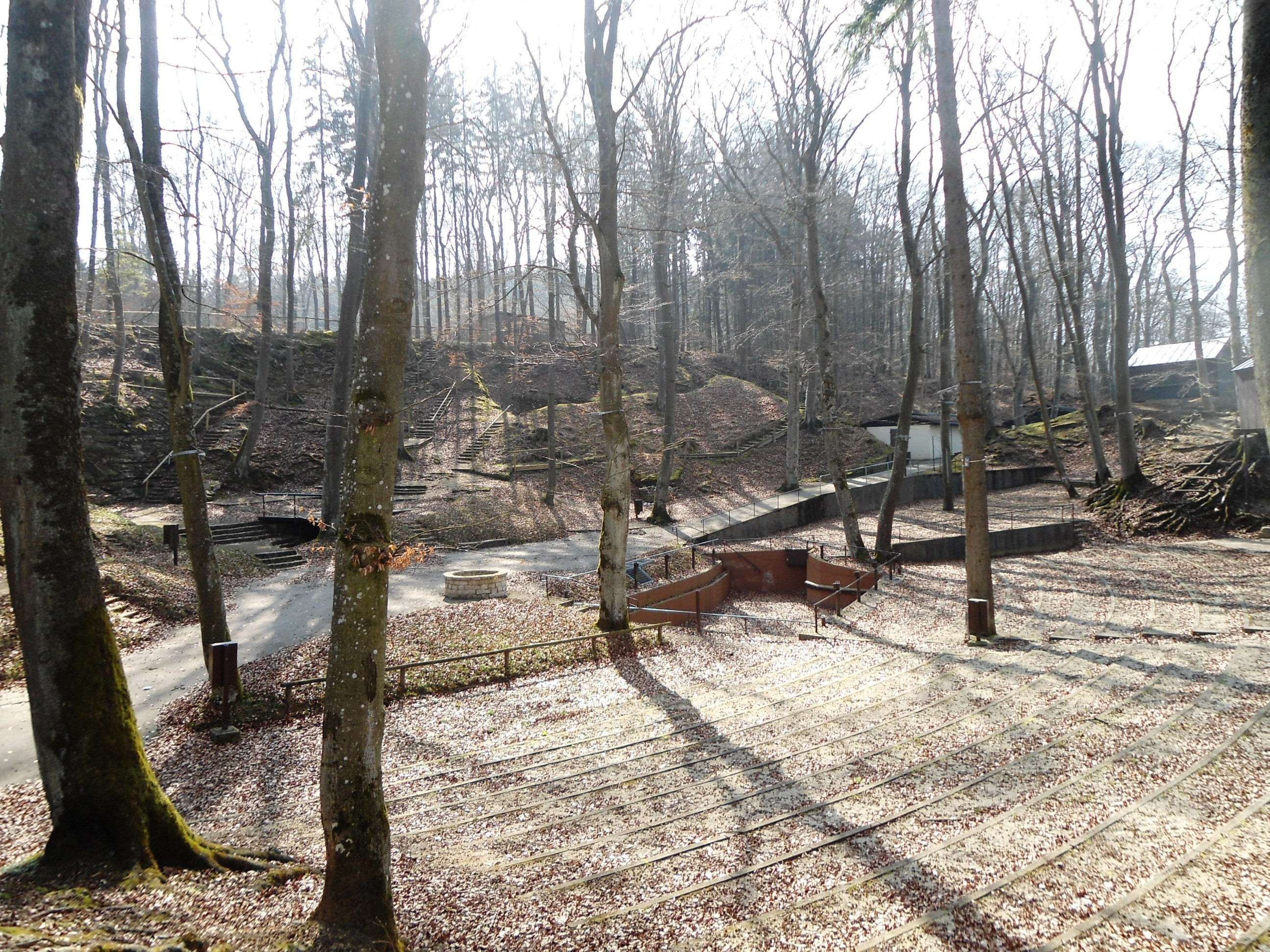
Bergwaldtheater

Das Bergwaldtheater Weißenburg ist eine Freilichtbühne in Weißenburg, Kreisstadt im mittelfränkischen Landkreis Weißenburg-Gunzenhausen, auf der Weißenburger Alb gelegen. Jedes Jahr findet im Bergwaldtheater ein Festspielsommer statt. Es verfügt insgesamt über 1232 Plätze in drei Blocks; im hinteren Bereich gibt es sogenannte Wurzelplätze. Die Bühne ist unter der Denkmalnummer D-5-77-177-177 als Baudenkmal in die Bayerische Denkmalliste eingetragen.

## Geographische Lage
Das Bergwaldtheater liegt am Südrand der Stadt Weißenburg auf der Weißenburger Alb am Rande des Weißenburger Stadtwalds auf einer Höhe von rund 560 m ü. NN. Es befindet sich an den Hängen der Ludwigshöhe in der Siedlung Schönau, östlich der Jakobsruhe. Das Theater liegt an der Holzgasse, einer nach Haardt führenden Straße.

## Geschichte
Schon im 18. Jahrhundert wurden in der Nähe des späteren Theaterstandorts immer wieder Freilichtaufführungen von Theaterstücken und Opern veranstaltet. Vielleicht die früheste Aufführung, Graf Waltron, musste 1791 wegen zu starken Publikumsandranges abgebrochen werden. In den 1820er Jahren hatten die Gastspiele der Theatertruppe unter Lorenz Ebert großen Zulauf, später wurde die Stelle nur noch sporadisch für Schüleraufführungen genutzt, ehe unter Bürgermeister Hermann Fitz das Naturtheater eingerichtet wurde.
Das Naturtheater wurde 1928 nach Plänen des Gartenarchitekten Bernhard Nill in einem ehemaligen Steinbruch an der Weißenburger Holzgasse (Fl. Nr. 3038/14) eingerichtet. 1929 wurde es mit einer Aufführung des Weißenburger Waldspiels von Johanna Arntzen eingeweiht. Bei der Einweihung standen nur Laien auf der Bühne, doch in den folgenden Jahren agierten professionelle Schauspieler und Sänger auf der Bühne. Von 1931 bis 1940 hatte das Theater mit Egon Schmid einen eigenen Intendanten. Während beider Weltkriege ruhte der Theaterbetrieb.
1932 kam es zu einer Krise: Angesichts der wirtschaftlichen Probleme machten sich zahlreiche Bürger für eine Schließung des Theaters stark. Bürgermeister Fitz verhandelte einerseits mit NS-Größen, die das Theater auch als Ort für Propagandaveranstaltungen nutzen konnten, andererseits aber auch mit Erika Mann, deren Bearbeitung des Mozartwerkes Apollo et Hyacinthus seu Hyacinthi Metamorphosis, KV 38, ihn interessierte und der er über Schmid auch selbst ein Engagement anbot. Erika Mann lehnte zunächst ab, entschloss sich aber nach dem Freitod Ricki Hallgartens, das Engagement doch anzunehmen. Bürgermeister Fitz wurde jedoch vom Kampfbund für deutsche Kultur gedrängt, Erika Mann nicht in Weißenburg spielen zu lassen. Intendant Schmid, der Mitglied der NSDAP war, versuchte zu beschwichtigen und wurde daraufhin mit einem Parteiausschlussverfahren bedroht, außerdem kündigte die Partei einen Boykott des Theaters an, falls der Vertrag mit Erika Mann nicht rückgängig gemacht würde. Die Rechtsstreitigkeiten um die wegen Zahlungsunfähigkeit des Theaters und des Verkehrsvereins nicht rechtzeitig beglichene Vergleichssumme für Erika Mann weiteten sich zu einer Kampagne gegen die gesamte Familie Mann aus und Auftritte Erika Manns in Deutschland waren seit diesem Zeitpunkt kaum mehr möglich. Nach der Gleichschaltung wurden die Prozesse nicht mehr zu Ende geführt.
90 Jahre später, im Juni 2022, soll die damals verhinderte Aufführung in Weißenburg nachgeholt werden. Als Hommage an Erika Mann und ihren Kampf gegen den Nationalsozialismus, aber auch „um die Ereignisse des Skandals und seine Hintergründe nachzuzeichnen und sich vom beschämenden Verhalten der damaligen Verantwortlichen in Weißenburg zu distanzieren.“
Ab 1936 wurden im Bergwaldtheater nur noch Opern aufgeführt, von 1940 bis 1951 ruhte der Theaterbetrieb ganz. Danach nutzten die Städtischen Bühnen Nürnberg 21 Jahre lang das Theater. Seit 1973 treten wieder Künstler aus ganz Deutschland dort auf. 1993 wurde eine Sendung von Lustige Musikanten in dem Theater gedreht. Seither finden regelmäßige Auftritte von Künstlern wie Max Giesinger, Kaya Yanar, Roger Hodgson, La Brass Banda oder ähnlichen Musikern und Gruppen statt. Das Heimspielfestival lockte 2017 knapp 4000 Besucher auf die Ludwigshöhe.
Zum 90. Jubiläum wurde im Juli 2019 das von Franzobel speziell für das Bergwaldtheater  geschriebene Stück über die Geschichte Weißenburgs Der Lebkuchenmann aufgeführt.
2022